# Optus Plaza
L' Optus Plaza est un gratte-ciel de 120 mètres de hauteur construit à North Sydney dans l'agglomération de Sydney en Australie en 1992.
Il abrite des bureaux sur 28 étages.
C'est le deuxième plus haut immeuble de North Sydney.
Avec l'antenne la hauteur maximale de l'immeuble est de 156 m.
L'architecte est l'agence Mirvac Design 